# Philippe Casado
Philippe Stéphane Casado (* 1. Februar 1964 in Oujda, Marokko; † 21. Januar 1995 in Baho) war ein französischer Radrennfahrer.

## Sportliche Laufbahn
Casado war im Straßenradsport und im Bahnradsport aktiv. Als Amateur wurde er 1985 Zweiter in der Tour du Vaucluse und gewann dort drei Etappen. Er gewann den Prolog der Tour du Roussillon (2. Gesamtrang) in jener Saison sowie eine Etappe der Tour de Provence.
1986 wurde er in der Tour de l’Avenir 60. und betritt mit der Nationalmannschaft das britische Milk Race. Er wurde dort 13. 1987 wurde er in der Tour de l’Avenir 87.
Von 1986 bis 1994 war er Berufsfahrer. Er begann seine Profilaufbahn im Radsportteam Peugeot. Sein bedeutendster sportlicher Erfolg war ein Etappensieg im Giro d’Italia 1991. 1987 war er auf einer Etappe des Etoile de Bessèges, der Tour de la Vienne und in der Tour de l’Avenir erfolgreich. 1988 gewann er eine Etappe im Milk Race, 1991 das Critérium cycliste international de Quillan.
Zweiter wurde Casado 1989 im Grand Prix d’Aix-en-Provence, 1990 in der Tour de Vendée hinter François Lemarchand, im Grand Prix de Denain 1992. Dritter wurde er 1988 in der Tour de Midi-Pyrenees. Casado bestritt alle Grand Tours.
| Grand Tour            | 1988 | 1989 | 1990 | 1991 | 1992 | 1993 | 1994 |
| --------------------- | ---- | ---- | ---- | ---- | ---- | ---- | ---- |
| Vuelta a EspañaVuelta | –    | –    | –    | –    | –    | –    | 119  |
| Giro d’ItaliaGiro     | –    | –    | 67   | 76   | 33   | 81   | –    |
| Tour de FranceTour    | 129  | 93   | –    | 87   | –    | 123  | –    |

Casado starb während einer Wohltätigkeitsveranstaltung in einem Rugbyspiel der französischen Nationalmannschaft einem geplatzten Aneurysma.